# Coupe du Liechtenstein de football 1998-1999
Navigation
Édition précédente Édition suivante
La coupe du Liechtenstein de football est la 54e édition de la Coupe nationale de football, la seule compétition nationale du pays en l'absence de championnat.
La finale est disputée au Rheinpark Stadion de Vaduz le 13 mai 1999 entre le FC Vaduz, tenant du titre, et le FC Balzers.
Les 7 équipes premières du pays ainsi que plusieurs équipes réserves de ces clubs, soit au total, 16 formations prennent part à la compétition.
Le FC Vaduz conserve le trophée en battant le FC Balzers, 3 buts à 2. Il s'agit du 28e titre de l'histoire du club dans la compétition. Grâce à ce succès, le club assure sa participation à la prochaine édition de la Coupe UEFA.

## 1ertour
| Équipe 1             | Résultat | Équipe 2            |
| -------------------- | -------- | ------------------- |
| FC Balzers II        | 0 - 4    | FC Schaan           |
| FC Schaan II         | 0 - 12   | FC Vaduz            |
| USV Eschen/Mauren II | 1 - 2    | FC Vaduz Portuguese |
| FC Triesen Español   | 2 - 5    | FC Vaduz II         |
| FC Schaan Azzurri    | 0 - 2    | FC Balzers II       |
| FC Triesen           | 3 - 1    | FC Ruggell          |
| FC Triesenberg II    | 1 - 8    | USV Eschen/Mauren   |
| FC Triesenberg       | 4 - 0    | FC Ruggell II       |

## Quarts de finale
| Équipe 1            | Résultat | Équipe 2          |
| ------------------- | -------- | ----------------- |
| FC Vaduz II         | 0 - 8    | USV Eschen/Mauren |
| FC Vaduz Portuguese | 0 - 3    | FC Balzers        |
| FC Triesenberg      | 0 - 1    | FC Schaan         |
| FC Triesen          | 2 - 3    | FC Vaduz          |

## Demi-finales
| Équipe 1  | Résultat | Équipe 2          |
| --------- | -------- | ----------------- |
| FC Schaan | 1 - 3    | FC Balzers        |
| FC Vaduz  | 5 - 1    | USV Eschen/Mauren |

## Finale
| 13 mai 1999 | FC Vaduz                      | 3 - 2 | FC Balzers                | Rheinpark Stadion, Vaduz |  |
|             | Hasler 9e · Polverino 73e 81e |       | 20e Büchel · 44e Riederer |                          |  |

- Le FC Vaduz se qualifie pour la Coupe UEFA 1999-2000.